# Codice ATCvet QI05
Il codice ATCvet QI05 "Immunologici per Equidi" è un sottogruppo del sistema di classificazione Anatomico Terapeutico e Chimico, un sistema di codici alfanumerici sviluppato dall'OMS per la classificazione dei farmaci e altri prodotti medici. Il sottogruppo QI05 fa parte del gruppo anatomico QI, farmaci per uso veterinario Immunologici.
Numeri nazionali della classificazione ATC possono includere codici aggiuntivi non presenti in questa lista, che segue la versione OMS.

## QI05A Cavallo

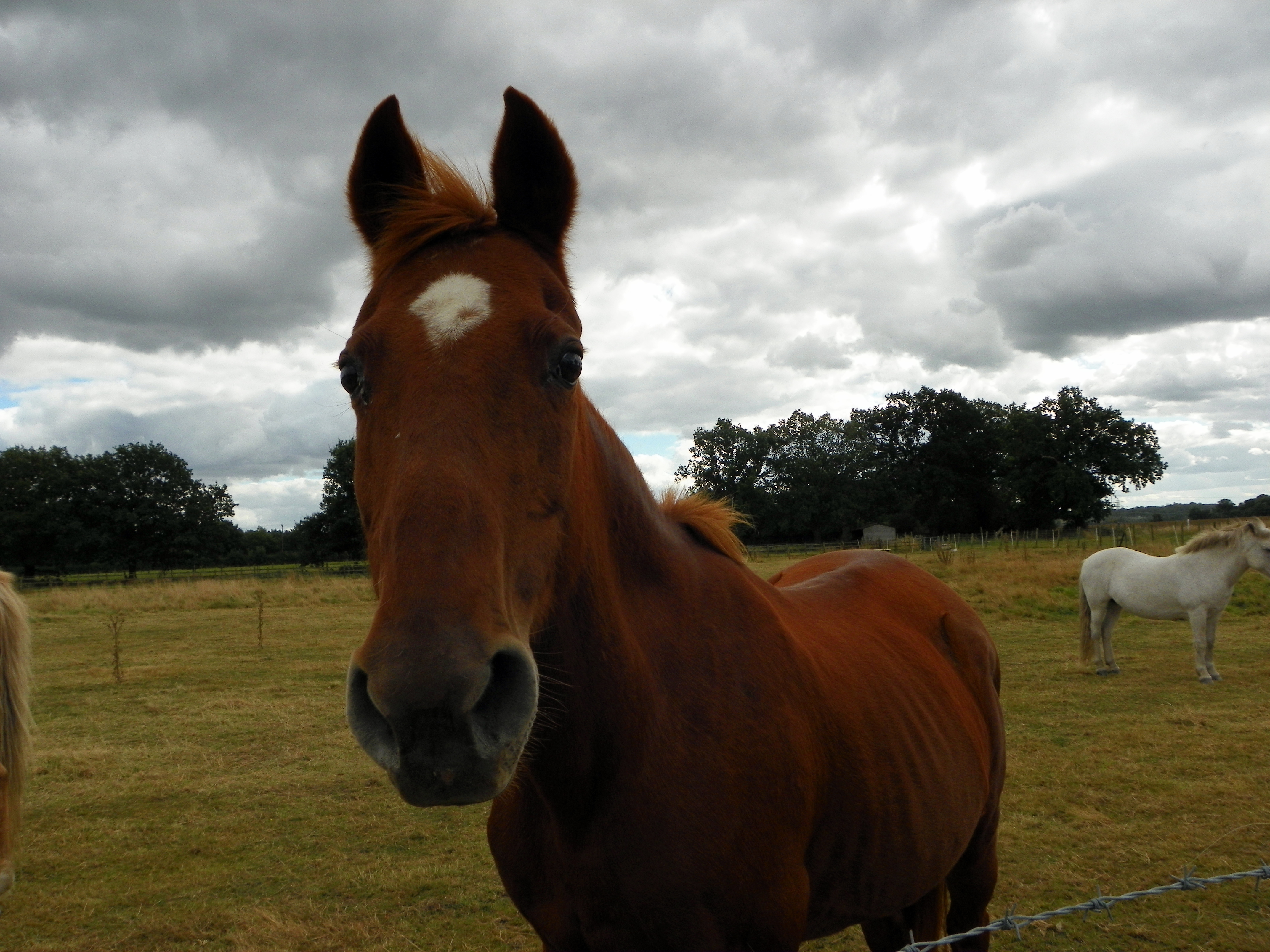
Cavallo

### QI05AA Vaccini virali inattivati
QI05AA01 Virus dell'influenza equina
QI05AA03 Virus della rinopolmonite equina + reovirus equino + Virus dell'influenza equina
QI05AA04 Virus della rinopolmonite equina + Virus dell'influenza equina
QI05AA05 Virus della rinopolmonite equina
QI05AA06 Reovirus equino
QI05AA07 Virus dell'arterite equina
QI05AA08 Parapox virus equino
QI05AA09 Rotavirus equino
QI05AA10 Virus del Nilo occidentale
QI05AA11 Virus della rinopolmonite equina+ virus dell'aborto equino

### QI05AB Vaccini batterici inattivati (inclusi mycoplasma, tossoidi e chlamydia)
QI05AB01 Streptococcus
QI05AB02 Actinobacillus + escherichia + salmonella + streptococcus
QI05AB03 Clostridium

### QI05AC Vaccini batterici inattivati e antiseri
Gruppo vuoto

### QI05AD Vaccini virali vivi
QI05AD01 Virus della rinopolmonite equina
QI05AD02 Virus dell'influenza equina

### QI05AE Vaccini batterici vivi
Gruppo vuoto

### QI05AF Vaccini virali e batterici vivi
Gruppo vuoto

### QI05AG Vaccini batterici inattivati e vivi
Gruppo vuoto

### QI05AH Vaccini virali inattivati e vivi
Gruppo vuoto

### QI05AI Vaccini batterici inattivati e vivi virali
QI05AI01 Virus dell'influenza equina + clostridium

### QI05AJ Vaccini vivi e inattivati virali e batterici
Gruppo vuoto

### QI05AK Vaccini inattivati virali e vivi batterici
Gruppo vuoto

### QI05AL Vaccini inattivati virali e batterici inattivati
QI05AL01 Virus dell'influenza equina + clostridium

### QI05AM Antisieri, preparazioni di[immunoglobuline, e antitossine
QI05AM01 Clostridium antisiero
QI05AM02 Anti lipopolisaccaride antisiero
QI05AM03 Actinobacillus antisiero + escherichia antisiero + salmonella antisiero + streptococcus antisiero

### QI05AN Vaccini parassitari vivi
Gruppo vuoto

### QI05AO Vaccini parassitari inattivati
Gruppo vuoto

### QI05AP Vaccini fungini vivi
QI05AP01 Trichophyton

### QI05AQ Vaccini fungini inattivati
QI05AQ01 Trichophyton
QI05AQ02 Trichophyton + microsporum

### QI05AR Preparazioni diagnostiche in vivo
QI05AR01 Mallein

### QI05AS Allergeni
Gruppo vuoto

### QI05AT Preparazioni di colostro e sostituti
Gruppo vuoto

### QI05AU Altri vaccini vivi
Gruppo vuoto

### QI05AV Altri vaccini inattivati
Gruppo vuoto

### QI05AX Altri immunologici
QI05AX01 Parapoxvirus ovino, inattivato

## QI05B Asini

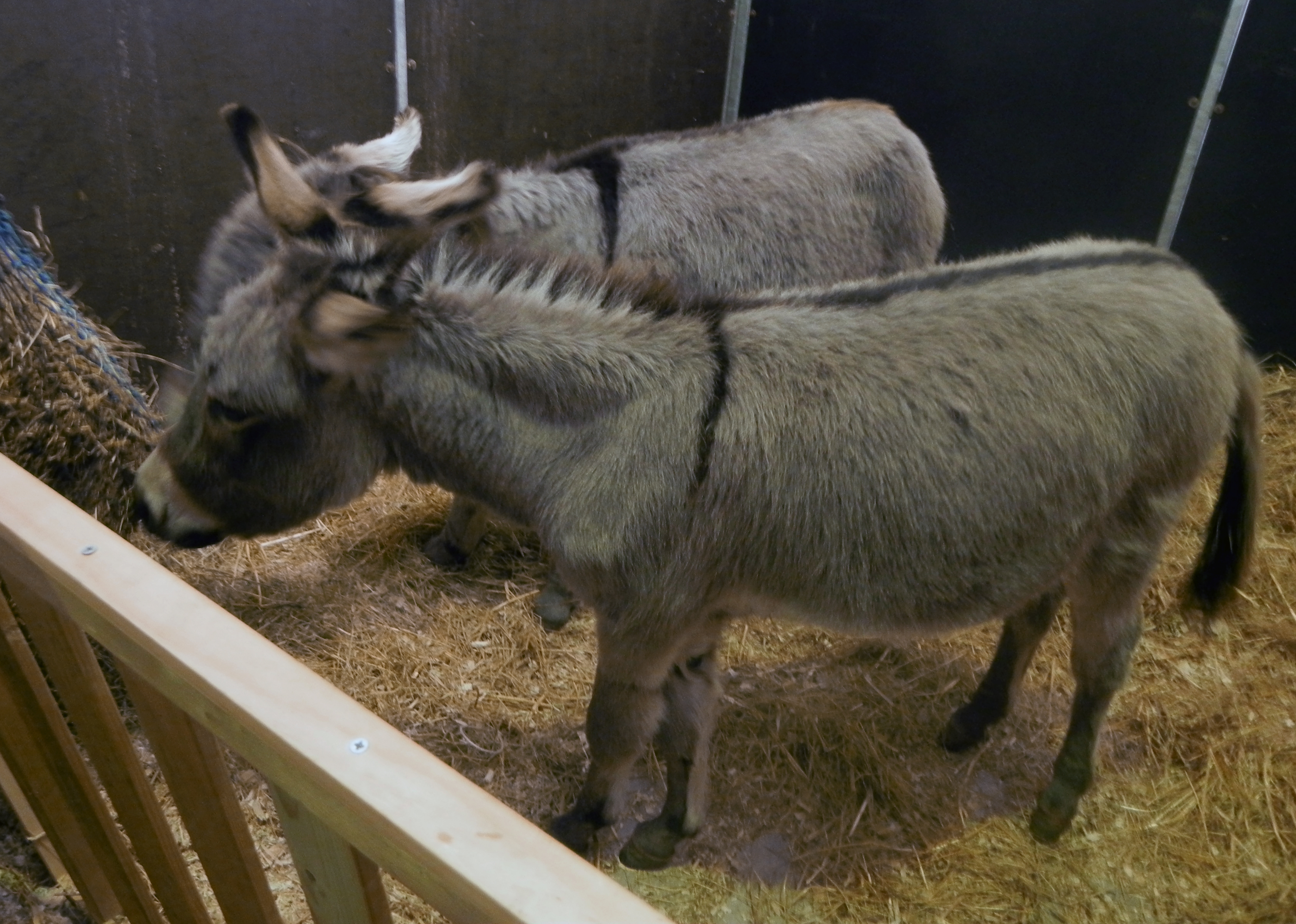
Asini

Gruppo vuoto

## QI05C Ibridi
Gruppo vuoto

## QI05X Equidae, Altri
Gruppo vuoto